# Ba Lòng
Ba Lòng là một xã thuộc tỉnh Quảng Trị, Việt Nam.

## Địa lý
Xã Ba Lòng nằm ở phía đông bắc huyện Đakrông, có vị trí địa lý:
- Phía đông giáp các huyện Triệu Phong, Hải Lăng và thị xã Quảng Trị
- Phía tây giáp xã Tà Long và xã Triệu Nguyên
- Phía nam giáp tỉnh Thừa Thiên Huế
- Phía bắc giáp huyện Cam Lộ.

Xã Ba Lòng có diện tích 157,47 km², dân số năm 2018 là 3.628 người, mật độ dân số đạt 23 người/km².

## Hành chính
Xã Ba Lòng được chia thành 6 thôn: 5, Đá Nổi, Hà Lương, Mai Sơn, Tà Lang, Tân Xá.

## Lịch sử
Địa bàn xã Ba Lòng trước đây vốn là xã Ba Lòng và xã Hải Phúc thuộc huyện Đakrông.
Trước khi sáp nhập, xã Ba Lòng có diện tích 73,17 km², dân số là 2.244 người, mật độ dân số đạt 31 người/km². Xã Hải Phúc có diện tích 84,30 km², dân số là 578 người, mật độ dân số đạt 7 người/km².
Ngày 17 tháng 12 năm 2019, Ủy ban Thường vụ Quốc hội ban hành Nghị quyết 832/NQ-UBTVQH14 về việc sắp xếp các đơn vị hành chính cấp xã thuộc tỉnh Quảng Trị (nghị quyết có hiệu lực từ ngày 1 tháng 1 năm 2020). Theo đó, sáp nhập toàn bộ diện tích và dân số của xã Hải Phúc vào xã Ba Lòng.
Ngày 16 tháng 6 năm 2025, Ủy ban Thường vụ Quốc hội ban hành Nghị quyết số 1680/NQ-UBTVQH15 về việc sắp xếp các đơn vị hành chính cấp xã của tỉnh Quảng Trị năm 2025. Theo đó, sắp xếp toàn bộ diện tích tự nhiên, quy mô dân số của các xã Triệu Nguyên, xã Ba Lòng thành xã mới có tên gọi là xã Ba Lòng.